# Ямайский ворон
Ямайский ворон (лат.  Corvus jamaicensis) — вид птиц из рода во́ронов.

## Описание
Ямайский ворон — небольшая птица (35—38 см в длину). Оперение серое, лишённое цветного блеска, в отличие от других видов. Вокруг глаз и клюва у ямайского ворона темно-серая кожа, лишённая оперения. Клюв синевато-серого цвета, довольно длинный и утоньшается к острому концу. Щетинки на ноздрях достаточно редкие, поэтому ноздри открытые. Радужка серо-коричневая или красно-коричневая, предполагают, что она меняется в зависимости от возраста. Ноги чёрные.
Эти птицы чрезвычайно умны и осторожны.
Близкими родственниками являются кубинский ворон (Corvus nasicus) и антильский ворон (Corvus leucognaphalus).

## Среда обитания
Ямайские вороны живут на острове Ямайка, преимущественно выбирая горные леса или холмы на достаточно большой высоте (поэтому не попадаются людям на глаза), во время сухих сезонов селятся ниже, что позволяет людям увидеть их. Излюбленные деревья ямайского ворона — Бросимум напитковый (Brosimum alicastrum/bread-nut), Гибискус липовидный (Hibiscus tiliaceus/Cotton-tree), и широколиственные.
В природе встречаются парам или маленькими стайками.

## Питание
В основном питается фруктами и ягодами (преимущественно осенью), также ест семена. По большей части кормится на деревьях, из-под коры достаёт мелких беспозвоночных, а также ищет гнезда других птиц, поедая их яйца или птенцов.

## Гнездование
Гнездо ямайский ворон устраивает на высоких деревьях (выше уровня моря), иногда селится в дупле.

## Голос
Звук, издаваемый этим вороном, описывают как очень резкий «краа-краа», переходящий на треск и журчание подобное голосу индейки (Meleagris gallopavo).